# WHITE LOVERS -幸せなトキ-
「WHITE LOVERS -幸せなトキ-」（ホワイト・ラバーズ しあわせなトキ）は、2012年12月19日にGACKTが発売した楽曲、及び同曲を収録したシングル。通算43枚目のシングルである。発売元はavex entertainment。

## 解説
前作「白露-HAKURO-」からわずか2か月後に発売された。
2012年12月31日付のオリコン週間シングルチャートで7位を獲得し、自身の持つ男性ソロアーティスト連続TOP10入り記録を43に更新した。

## 収録曲

### CD
- 全作詞・作曲:GACKT
- 編曲:TAKUMI（1）・YOU（2）

1. WHITE LOVERS -幸せなトキ-
アルペンCMソング。
MVに出演している女性は渡辺千夏子である。
後に、リミックスアルバム『GACKTracks -ULTRA DJ ReMIX-』にてリミックスバージョンが収録された。
2. ONE MORE KISS
コンピレーション・アルバム『GACKT WORLD TOUR 2016 LAST VISUALIVE 最期ノ月 -LAST MOON-』には、イントロの一部をカットしたミックスが異なるバージョンが収録。なお、シングルバージョンは、8thアルバム『LAST MOON』に収録された。
3. WHITE LOVERS -幸せなトキ- (instrumental)
4. ONE MORE KISS (instrumental)

### 初回限定盤 DVD
1. WHITE LOVERS -幸せなトキ- PV

## 収録アルバム
- BEST OF THE BEST vol.1 -MILD- (#1)
- GACKTracks -ULTRA DJ ReMIX- (#1、リミックスバージョン)
- LAST MOON (#2)
- GACKT WORLD TOUR 2016 LAST VISUALIVE 最期ノ月 -LAST MOON- (#2,ミックスが異なるバージョン)